# メシアニック・ジュダイズム

メシアニック・ジューのシンボル。上から、メノーラーとダビデの星とイクトゥス（ギリシア語でイクトゥスと呼ばれる魚の記号は初期キリスト教のシンボル）で構成される。

メシアニック・ジュダイズム（英語: Messianic Judaism; ヘブライ語: יהדות משיחית, Yahadut Meshikhit）は、異邦人キリスト教徒が持たないユダヤ人としての民族意識や諸風習と、ユダヤ教の「律法」や基本教義・儀礼様式を保持したまま、ギリシア語でイエス・キリストと呼ばれるイェシュア（ヘブライ語: יְהוֹשֻׁעַ, Yēšūă‘）すなわちナザレのイエスを、メシア（מָשִׁיחַ, māšîaḥ）すなわち救世主（ギリシア語: キリスト）として認める信仰。使徒たちの時代にも、イェシュアに従うユダヤ人がユダヤ人の生き方を止めるという考え方はなく、そうしたユダヤ人をメシアニック・ジュー（Messianic Jew）と呼ぶ。メシアニック・ジューはイスラエルの民と教会に同時に属する。
ユダヤ教の一派を自認するが、旧約聖書（ヘブライ語聖書、タナハ）の預言の成就であるとして新約聖書を受け入れることから、大方のユダヤ教の立場からは異端視されている。
信徒数は全世界で35万人程度、そのうちアメリカ合衆国において17万5千人から25万人程度、イスラエルでは1～2万人程度と見積もられる。

## 前史
イエスや使徒たちはユダヤ人だったため、初代教会の信徒の多くはユダヤ人であった。
しかし、異邦人キリスト教会が多勢となり、ユダヤ人の民族としての特色の放棄を異邦人キリスト教会から要求されるようになり、ローマ・カトリックをはじめとする異邦人キリスト教会から迫害されるようになった。

## 概要
この運動は、1960年代から1970年代にかけて、米国のバプテスト教会などが主導して始められた。
メシアニック・ジューが現れる以前にも、ユダヤ教からキリスト教に改宗するユダヤ人は存在したが、その場合、ユダヤ人としての民族的な特徴を保つことは許されず、文化も否定された。異邦人キリスト教会の会員となったユダヤ人であるマラーノとメシアニック・ジューの違いは、メシアニックがユダヤ人としての文化を放棄しないことである。キリスト教徒から迫害された歴史があるために、彼らはギリシア語の χριστιανός（khristianos）に由来するヘブル・クリスチャンとは名乗らず、メシアニック・ジューと名乗る。
伝統的ユダヤ教において、イエス・キリストは長年にわたりユダヤ人を迫害してきたキリスト教徒が仰ぐ教祖である。また、ナザレのイエスを預言者の1人として認めたとしても、メシアはまだ到来していないというのが大多数の見解であり、まして「子なる神」として神そのものであると捉えることは全くない。
ところがユダヤ人の中に、イェシュアはユダヤ人であり、ユダヤ人であると同時にヘブライ語聖書で預言されていたイェシュアを救い主と信じ受け入れることはできるとして、ユダヤ人としての伝統やアイデンティティーを捨てないままにイェシュアを救い主とする信仰を持つ者が出てきた。こうした信仰は近年になって生まれたもので、それまではほとんど見られなかった。これらメシアニック・ジューと呼ばれる人たちが、イスラエルの中で特に若者を中心に5000人を超えるほど急速に増えてきているといわれている。
「自分たちをユダヤ人だとするメシアニック・ジューの主張は矛盾していない。なぜなら彼らはイエスを旧約聖書に預言されていた救い主（キリスト）であると信じたのである」とメシアニック自身は主張している。以下が論拠とされる。
- 初代のキリスト教徒はほとんどユダヤ人であり、彼らの宣教により多くの人々が信仰の道に入った。
- イエスは旧約聖書を引用して教えを説いている。
- イエス自身は「律法」（ユダヤ教では聖書をさす）を廃棄しにきたのではなくむしろそれを成就（完成）するために来た、と言われた。（『マタイによる福音書』第5章17節）

メシアニック・ジュダイズムの中でも、イェシュア（イエス・キリスト）をどのように認識するかは、よりキリスト教に近い教義のグループから、ユダヤ教に近いグループまで、様々な見解がある。イエスが聖書に預言されたメシアであるという点では一致するが、イエスの「神性」、すなわち「子なる神」として神そのものであると認め、三位一体の教義を認める者から、「神の子」メシアではあるが、あくまで神に遣わされた人間であると見なす者もいる。
メシアニック・ジュー自身は自分たちをユダヤ人だと主張しているが、ラビの承認はなく、イスラエルのサイトではカルト的な新興宗教のカテゴリーに入れられている（一般的にイスラエル人の間では、イエスはユダヤ人とは思われていないという）。イスラエル最高裁判所は1989年に、メシアニック・ジューは帰還法の適用対象としてのユダヤ人に当たらないとの判決を下している。

## 著名なメシアニック・ジュー
- ジョナサン・カーン（アメリカの宗教指導者、作家）

## 改宗ユダヤ人（参考）
キリスト教に改宗した者とイエスをキリスト（メシア）と信じるユダヤ人は分類上の差異があるが、参考資料として記す。
- 15世紀、スペインの国土回復運動（レコンキスタ）が達成されると、ユダヤ人への迫害が行われ、キリスト教への改宗（改宗者をコンベルソあるいはマラーノという）、または国外追放（1492年）を強いられた。
- 19世紀のメンデルスゾーンやハイネは改宗したユダヤ人として知られる。